# Marco Follini
Marco Follini, all'anagrafe Giuseppe Marco Follini (Roma, 26 settembre 1954), è un ex politico e giornalista italiano, esponente di spicco dell'UDC, che ha abbandonato per fondare il movimento politico Italia di Mezzo, confluito nel processo costituente del Partito Democratico.
A giugno 2013 ha abbandonato il PD. È stato anche Vicepresidente del Consiglio dei ministri nel Governo Berlusconi II dal 2 dicembre 2004 al 15 aprile 2005.

## Biografia

### Esordio con la Democrazia Cristiana
Completati gli studi al liceo "Torquato Tasso" di Roma, dal 1976 è iscritto all'albo dei professionisti dell'Ordine dei giornalisti del Lazio. Inizia la sua esperienza politica tra le file della Democrazia Cristiana, del cui movimento giovanile è segretario nazionale dal 1977 al 1980. Profondamente influenzato dalla figura di Aldo Moro, si forma politicamente nella corrente dorotea guidata da Antonio Bisaglia; dopo la scomparsa di quest'ultimo si avvicinerà all'area del "Preambolo" (gruppo di correnti moderate a cui aderivano i dorotei) di Arnaldo Forlani.
Successivamente viene promosso alla direzione nazionale del partito, dove lavora per sei anni, dal 1980 al 1986, durante i governi Forlani, Spadolini, Craxi e Fanfani.
Esce quindi dalla direzione di partito per entrare nel consiglio di amministrazione della RAI, dove rimane fino al 1993.

### Adesione al centro-destra
Al momento dello scioglimento della Democrazia Cristiana, è fra i dirigenti favorevoli ad un'alleanza moderata di centro-destra, seguendo le orme di Pier Ferdinando Casini nella fondazione del Centro Cristiano Democratico (CCD), che darà vita alle coalizioni del Polo delle Libertà e Polo del Buon Governo.

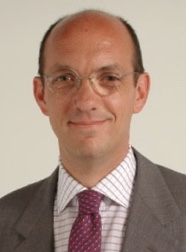
Marco Follini nel 2001

Dal 1995 al 2001, Follini è membro della direzione nazionale del CCD guidato da Casini. Quando il partito partecipa alla costituzione della nuova alleanza di centro-destra (la Casa delle Libertà) che vince le elezioni, e Casini viene eletto presidente della Camera dei deputati, Follini assume la segreteria del CCD. Mantiene la carica fino al termine della storia politica del partito, determinata dalla confluenza nel nuovo soggetto centrista dell'Unione dei Democratici Cristiani e Democratici di Centro (UDC).
All'atto della costituzione del partito, con il primo congresso nazionale (dicembre 2002), Follini viene eletto segretario dell'UDC. Nel corso della sua attività, il partito raggiunge risultati ragguardevoli, toccando il ciglio del 6% dei consensi a livello nazionale.
Dal 2 dicembre del 2004 al 15 aprile 2005 ricopre la carica di vicepresidente del Consiglio nel secondo governo Berlusconi, ed è uno dei promotori del rinnovamento nella coalizione di governo dopo la palese sconfitta maturata alle elezioni regionali del 2005, che porterà alla costituzione di un nuovo esecutivo (il terzo governo Berlusconi, di cui Follini sceglierà di non entrare a far parte per dedicarsi all'attività di partito).
Secondo alcune fonti, durante questo periodo si sarebbero verificati vari episodi di conflitto tra Follini e il presidente Berlusconi il quale, ancora più che a Casini, addebita a lui un surrettizio ostruzionismo che avrebbe prodotto un rallentamento della spinta riformatrice in direzione del liberismo economico e della revisione delle strutture dello Stato.
Inaspettatamente, il 15 ottobre 2005, con un breve intervento alla direzione nazionale del partito, Marco Follini presenta le sue dimissioni dalla carica di segretario dell'UDC. L'episodio avviene all'indomani dell'approvazione dalla Camera dei deputati della nuova legge proporzionale, una legge sollecitata dalla stessa UDC, ma non proprio nella misura in cui la richiedeva Follini. Dice infatti:
Follini sostiene che con questa nuova legge si apre una stagione nuova per la politica italiana e "non esistono uomini per tutte le stagioni". Di qui le sue dimissioni, "conseguenza inevitabile" dell'attuale situazione.
Dopo le elezioni politiche del 2006 (nelle quali Follini viene eletto senatore), insieme a Bruno Tabacci e ad altri esponenti del partito, è però tornato a esprimere con energia il suo dissenso rispetto alla linea politica dell'UDC, che egli ritiene succube nei confronti di Forza Italia e Silvio Berlusconi. Follini e Tabacci hanno auspicato un cambiamento nella guida della coalizione.
Il dissenso si è manifestato anche in occasione dell'elezione del nuovo presidente della repubblica (Follini e Tabacci hanno votato per Giorgio Napolitano) e della campagna per il referendum costituzionale del 2006 (in cui entrambi sono attivamente impegnati per il NO, poi risultato vincente).

### Passaggio al centro-sinistra
Nell'estate 2006, sostiene che l'UDC debba dichiarare conclusa l'esperienza della Casa delle Libertà:
Il 18 ottobre 2006 ha annunciato, assieme al deputato Riccardo Conti, la sua uscita dal gruppo parlamentare dell'UDC a favore del gruppo misto accusando i suoi ex-compagni di avere, negli ultimi mesi, "abbaiato poco e morsicato molto meno".
Follini ha fondato e diretto la fondazione culturale "Formiche". Ha poi fondato il movimento politico denominato Italia di Mezzo.
Il 28 febbraio 2007 ha votato a favore della fiducia al Governo Prodi II, rinviato alle Camere dal Presidente della Repubblica, Giorgio Napolitano. La scelta di votare a favore del governo di centro-sinistra, secondo quanto dichiarato in un'intervista al Corriere della Sera del 24 febbraio 2007, è dovuta alla riprogrammazione da parte dell'esecutivo di Prodi, che ha fissato il proprio programma nel conseguimento di 12 specifici punti.
Il 22 maggio 2007 è entrato a far parte del "Comitato 14 ottobre", il gruppo promotore di 45 componenti incaricato dell'elaborazione delle linee guida per la nascita del nuovo Partito Democratico.
Dall'11 giugno 2007 aderisce al gruppo L'Ulivo del Senato della Repubblica.
Il 26 novembre 2007, il segretario Walter Veltroni lo ha nominato responsabile nazionale per le Politiche dell'informazione del Partito Democratico. In questi stessi mesi inizia la collaborazione con Il Riformista, quotidiano per il quale tiene una rubrica settimanale.
Viene rieletto senatore alle politiche del 2008, per il Partito Democratico quale era candidato nella circoscrizione Campania come capolista. Nella successiva XVI legislatura è stato eletto presidente della Giunta delle elezioni e delle immunità parlamentari.
Alle elezioni primarie del Partito Democratico del 2009 ha sostenuto la candidatura di Pier Luigi Bersani ed è il responsabile della comunicazione del partito.

### Dopo l'attività politica
Alle elezioni politiche del 2013 non si ricandida in Parlamento. Nel giugno 2013 Follini decide di riconsegnare la tessera del PD, giudicato come un partito dal profilo socialista. Dopo un'esperienza ultratrentennale, Follini lascia la politica attiva.
Nel 2014 diventa presidente dell'Associazione Produttori Televisivi (APT).
Nel 2016 viene rieletto per un secondo mandato biennale. Dopo aver sostenuto le ragioni del NO in occasione del referendum costituzionale del 2016, nel 2017 decide di tornare alla politica e lascia la presidenza dell'associazione.
Collabora attualmente come editorialista al settimanale L'Espresso e cura una rubrica settimanale ("Il punto di vista di Follini") sull'agenzia di stampa online Adnkronos.
Il 19 luglio 2023 viene costituita l’associazione Base Popolare; tra i fondatori oltre a Follini ci sono Giuseppe De Mita, Gaetano Quagliariello, Mario Mauro, Giorgio Merlo, Angelo Sanza e Lorenzo Dellai.

## Vita privata
È stato sposato con l'architetto Elisabetta Spitz, ha una figlia. Il padre era il partigiano piacentino Vittorio Follini, scomparso nel 2003.